# Moulis-en-Médoc
Moulis-en-Médoc là một xã trong tỉnh Gironde, thuộc vùng Nouvelle-Aquitaine của nước Pháp, có dân số là 1366 người (thời điểm 1999). Moulis-en-Médoc là một nơi trồng nho trong vùng phía nam của Médoc, khoảng 30 km về phía tây-bắc của thành phố Bordeaux. Trong năm 2002 Moulis-en-Médoc đã sản xuất 27.133 hectolit rượu vang đỏ.